# Кузьмин, Сергей Владимирович
Серге́й Влади́мирович Кузь́мин (род. 30 января 1955, Хайта, Усольский район, Иркутская область, СССР) — советский футболист, полузащитник.

## Карьера
Воспитанник иркутскского футбола, первый тренер — Александр Петрович Веденеев. На профессиональном уровне дебютировал в 1973 году в составе иркутского «Авиатора». В 1975 году защищал цвета барнаульского «Динамо», после чего вернулся в Иркутск. В 1977 году пополнил ряды хабаровского СКА. В сентябре 1979 году перешёл в «Крылья Советов». Дебютировал в Высшей лиге 16 сентября в матче против ЦСКА (0:1). В 1981 году пополнил ряды «Кузбасса». В 1986 году защищал цвета тольяттинского «Торпедо». В 1988 году перешёл в «Сохибкор». Завершил карьеру в 1990 году в «Заре» из Подгорного.

## Достижения
- Победитель 4-й зоны Второй лиги: 1982
- Серебряный призёр 6-й зоны Второй лиги: 1977
- Финалист Кубка РСФСР: 1975